# Movimiento Alto a Trump

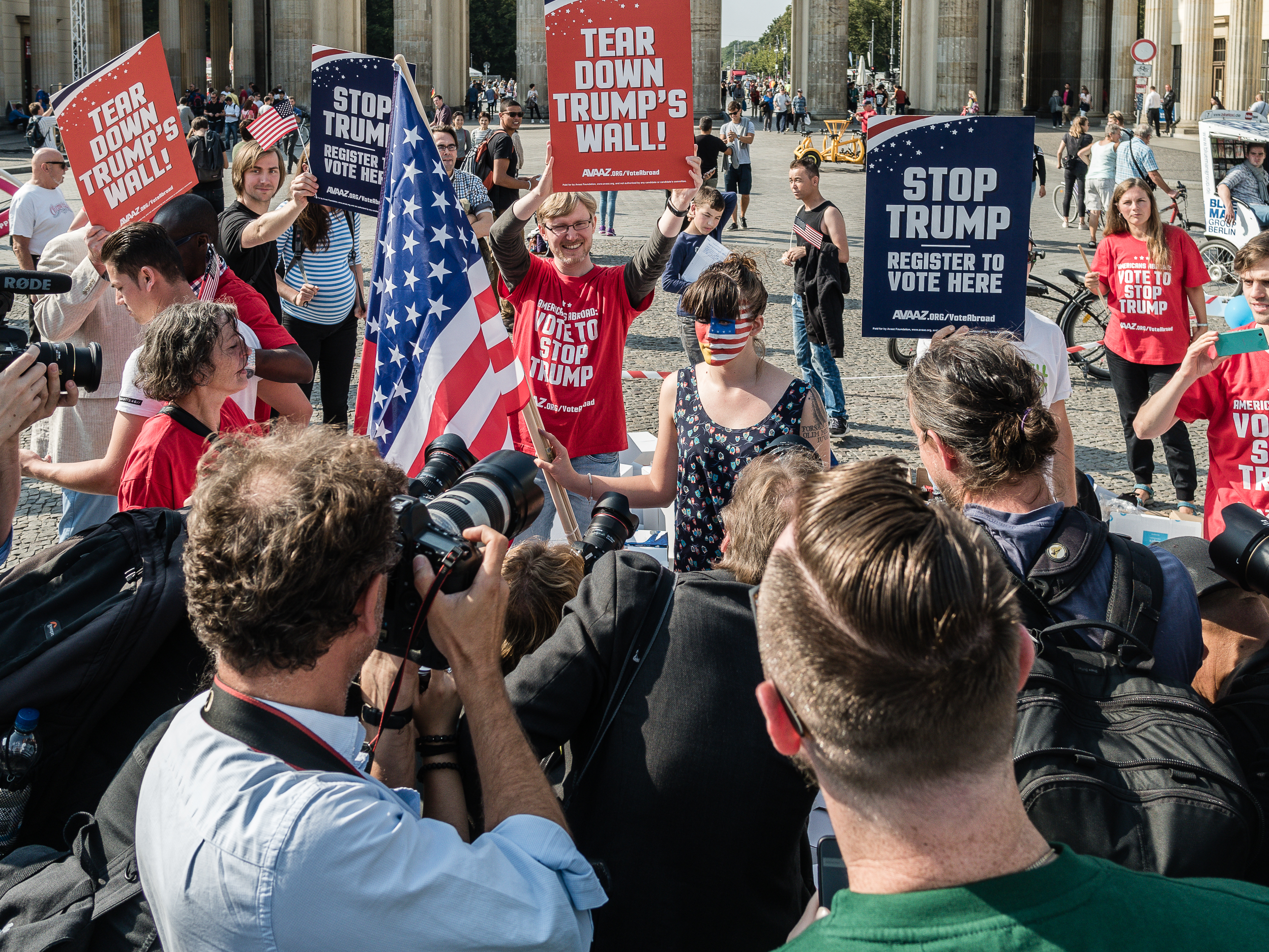
Los miembros de Avaaz se reúnen en la Puerta de Brandeburgo para derribar un muro de 2,5 metros de altura que tiene pintada una imagen de Donald Trump. Solo unos días antes de la fecha límite de registro de votantes para las elecciones de EE.

El Movimiento Alto a Trump (en inglés: Stop Trump movement) también llamado Movimiento anti-Trump y Movimiento Nunca Trump  es un movimiento político conservador estadounidense que se opone a la candidatura del magnate Donald Trump dentro de las filas del Partido Republicano. 
El 17 de marzo de 2016 liderados por el bloguero republicano Erick Ericksson se reunieron varios conservadores notables en el Army and Navy Club de Washington D. C. para planear formas de frenar la candidatura de Trump en la Convención Nacional Republicana. Un Comité de Acción Política (PAC en inglés) comenzó a recaudar fondos para iniciar una campaña mediática contra Trump que ha invertido hasta 13 millones de dólares en publicidad contraria al empresario.
En febrero de 2016 el asesor presidencial de George W. Bush, Karl Rove, afirmó que era imperativo detener cuanto antes la candidatura de Trump. El excandidato republicano Mitt Romney instó a sus seguidores a buscar formas de detener a Trump y de votar por el precandidato con más posibilidades de ganarle en las primarias. En su cuenta de Facebook tras afirmar que apoyaría a Ted Cruz en la asamblea de Utah Romney afirmó: 

«Hoy hay una competencia entre el Trumpismo y el Republicanismo. A través de las calculadas declaraciones de su líder, el trumpismo se ha asociado con el racismo, la misoginia, el prejuicio, la xenofobia, la vulgaridad y más recientemente la amenaza de violencia. Me repugna cada una de ellas».

 El senador republicano Lindsey Graham quien previamente había sido contrario a Cruz al darle su apoyo a éste afirmó: 

«No creo que él sea republicano, no creo que sea conservador, creo que su campaña esta cimentada en xenofobia, racismo e intolerancia religiosa. Creo que él sería un desastre para nuestro partido y aunque el senador Cruz no fue mi primera opción, creo que es un republicano conservador al que puedo apoyar».

Otros republicanos que han afirmado que no votarían por Trump aunque sea el candidato de su partido son: el senador de Nebraska Ben Sasse, el congresista de Florida Carlos Curbelo, el de Virginia E. Scott Rigell, 
el de Oklahoma J.C. Watts, el exgobernador de New Jersey Christie Todd Whitman y el excongresista por la Florida Mel Martinez.